# Bailliage commun de Thurgovie
1460–1798
Entités suivantes :
- Canton de Thurgovie

Le bailliage commun de Thurgovie ou landgraviat de Thurgovie est un des bailliages communs des cantons de Glaris, Lucerne, Schwytz, Unterwald, Uri, Zoug et Zurich, auxquels s'ajoute Berne en 1712. Ce bailliage commun devient le canton de Thurgovie en 1798.

## Organisation territoriale
Du bailli dépendent la haute et la basse juridiction de divers lieux disséminés appelés collectivement les hautes juridictions, comme Bonau (dans la commune de Wigoltingen) et Ottoberg. D'autres lieux dépendent directement des VIII cantons, notamment Frauenfeld.
De nombreux fiefs sont situés dans le bailliage. Lucerne possède notamment en 1750 Griesenberg (commune de Amlikon-Bissegg) et en partie Herten (de). La ville de Saint-Gall possède notamment à cette date Bürglen, Mettlen (commune de Bussnang), Istighofen, Buhwil, Amriswil, Hosenruck (commune de Wuppenau), Sulgen, Hessenreuti (commune de Sulgen) et Mühlebach.

### Fiefs
Ellikon an der Thur forme une seigneurie qui dépend pour la haute justice en partie de bailliage de Thurgovie et en partie du bailliage zürichois de Kybourg. La seigneurie appartient aux Goldenberg jusqu'en 1569, puis à la ville de Zürich.
Le bailliage (Vogtei) de Stammheim, composé d'Oberstammheim et Unterstammheim, auxquels est ajouté Nussbaumen (commune de Hüttwilen) en 1501. Zürich acquiert le bailliage en 1464. Le bailliage dépend entièrement du bailliage de Thurgovie s'agissant de la haute justice, néanmoins seul Nussbaumen dépend du bailliage commun en matière militaire.
La seigneurie de Wagenhausen, dont la basse juridiction appartient à la ville de Stein am Rhein de 1575 à 1593 et de 1596 à 1798, dépend du bailliage.
Les seigneuries suivantes dépendent également du landgraviat :
- La seigneurie de Freudenfels-Eschenz, dont le couvent d'Einsiedeln possède la basse juridiction de 1623 à 1798
- La seigneurie de Klingenberg (l'actuelle commune de Homburg)

## Baillis
Le bailli est nommé pour deux ans. Il est nommé à tour de rôle par chacun des VII, puis VIII cantons. Il réside à Frauenfeld.
Les baillis sont les suivants :
- 1688-1690 : Jost Dietrich Balthasard (Lucerne) ;